# If I Was Your Boyfriend
Az If I Was Your Boyfriend Anastacia amerikai énekesnő és Tony Moran DJ közös dancepop száma, ami 2012 június 12-től vált hivatalosan letölthetővé Tony Moran iTunes-oldalán.

## A dal létrejöttének háttere
Anastacia 18 éves kora óta jó barátságot ápol Tonyval. Egy 2011-es találkozásuk alkalmával felvetődött, hogy rögzíthetnének egy számot közösen. Így született meg az If I Was Your Boyfriend. Tony Moran így nyilatkozott a kollaborációról: „Minden egy londoni hotelszobában kezdődött, ahol a régi barátságunkkal üzleti vizekre eveztünk. Időt szántunk arra, hogy kipróbáljuk azokat a dolgokat, amiket a másik kedvel, így egy teljesen új zene született. A szám arról szól, hogy megosszuk az élményeinket a szerelem másik oldaláról. Vegyünk egy hatalmas világsztárt, aki ott van az egész földgolyón és készítsünk vele számot, majd pedig kikérhetjük a véleményeteket, hogy milyen Anastacia hangja egy elektronikus dalban, hiszen ti a SPROCK-hoz vagytok tőle szokva. Ő az egyik legtermészetesebb világsztár, aki hű tudott maradni magához az évek során, de most egy új dolgot próbáltam ki vele.”

## A számról
Tony Moran új albumán minden bizonnyal szerepelni fog a dal, Anastaciának viszont nem albumot beharangozó kislemez, mert új albuma még nem készült el. Rajongói kérdésekre válaszolva viszont bejelentette, hogy még 2012-ben megjelenteti a teljes új albumot.

## Számlista
If I Was Your Boyfriend (feat. Anastacia) – EP (iTunes-on letölthető)
1. If I Was Your Boyfriend (Original Mix) – 3:26
2. If I Was Your Boyfriend (Tony Moran and Giuseppe D. Next Level Radio Remix) – 3:13
3. If I Was Your Boyfriend (Tony Moran and Warren Rigg Dance Radio Remix) – 3:52
4. If I Was Your Boyfriend (Erwin Garcia Radio Remix) – 3:18
5. If I Was Your Boyfriend (Mauro Mozart Radio Edit) – 3:41
6. If I Was Your Boyfriend (DJ Head Radio Mix) – 4:40